# Municipio de San Francisco Lachigoló
El municipio de San Francisco Lachigoló (del zapoteco: lachi, goloó ‘llano, primero’‘Llano grande’) es uno de los 570 municipios que conforman al estado mexicano de Oaxaca. Pertenece al distrito de Tlacolula, dentro de la región valles centrales. Su cabecera es la localidad de San Francisco Lachigoló.

## Geografía
El municipio abarca 10.83 km² y se encuentra a una altitud promedio de 1560 m s. n. m., oscilando entre 1900 y 1500 m s. n. m.

## Demografía
De acuerdo al último censo, realizado por el INEGI en 2010, en el municipio habitan 3474 personas, repartidas entre 8 localidades.